# Istvándi
Istvándi ist eine ungarische Gemeinde im Kreis Barcs im Komitat Somogy.

## Geografische Lage
Istvándi liegt 14 Kilometer nordöstlich der Kreisstadt Barcs und 14 Kilometer südwestlich der Stadt Szigetvár. Nachbargemeinden sind Kisdobsza und Darány.

## Sehenswürdigkeiten
- Kornspeicher, erbaut in den 1890er Jahren (denkmalgeschützt)
- Reformierte Kirche, erbaut Ende des 18. Jahrhunderts im barocken Stil
- Römisch-katholische Kapelle Szent Erzsébet

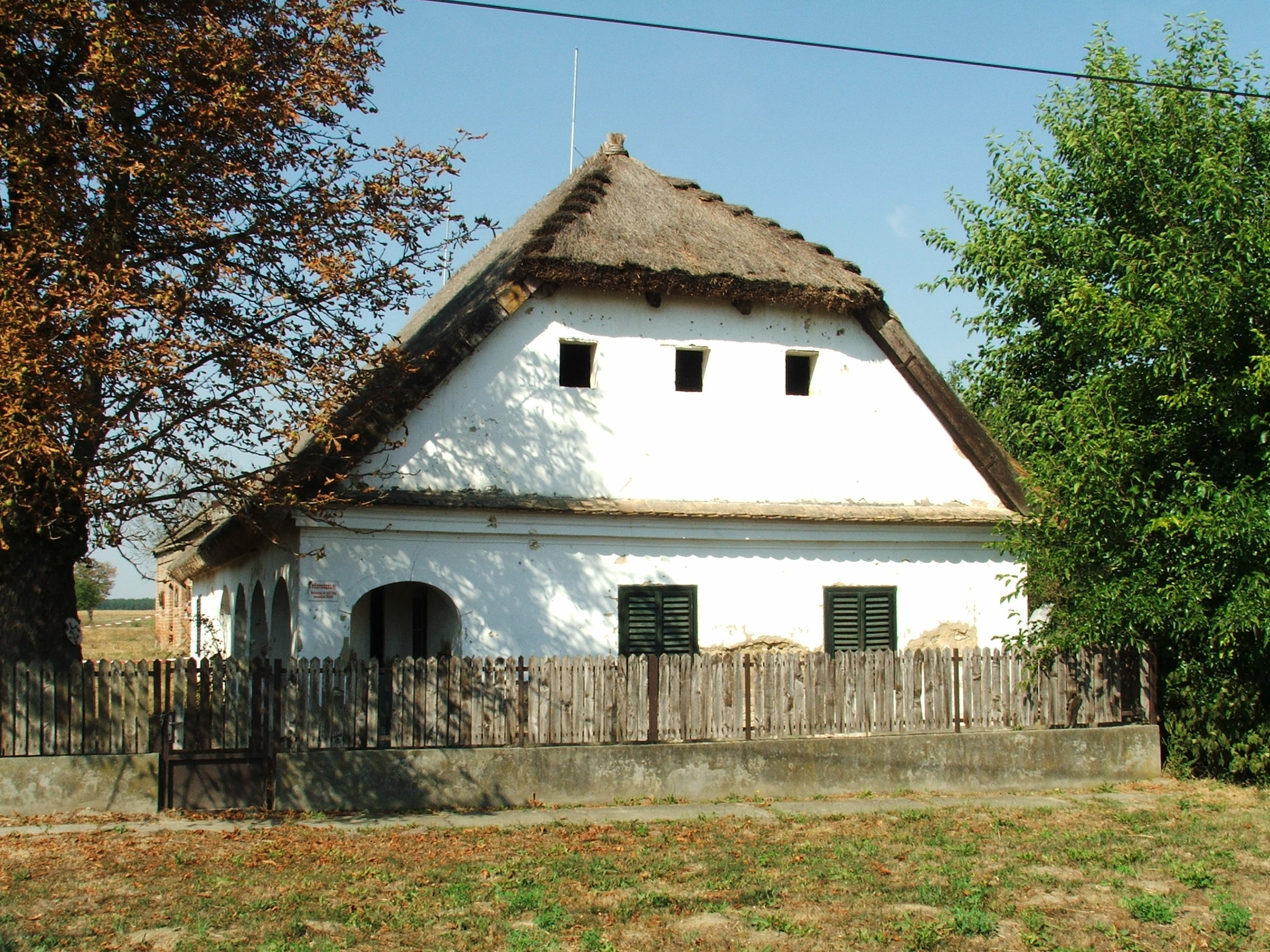
Traditionelles Wohnhaus
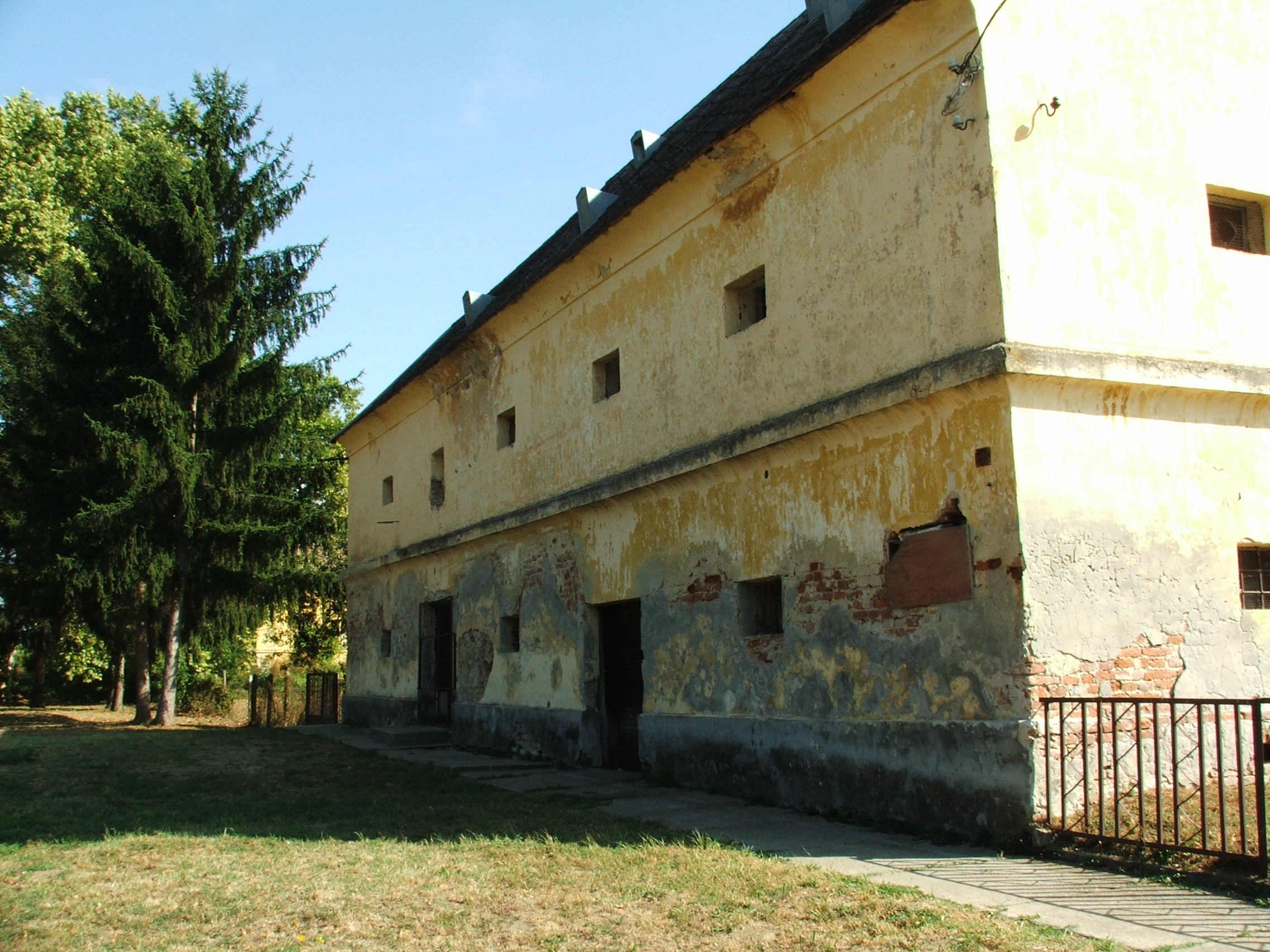
Kornspeicher

## Verkehr
Durch Istvándi verläuft die Hauptstraße Nr. 6. Es bestehen Busverbindungen nach Barcs und Szigetvár. Der nächstgelegene Bahnhof befindet sich sechs Kilometer südwestlich in Darány.